# シアターH
シアターH（シアターエイチ）は、東京都品川区勝島にある劇場である。2024年6月開業。

## 概要
大井競馬場第3駐車場跡地に当劇場が建設された。
シアターHの「H」とは、「”HAPPINESS” “HOPE” “HARMONY” “HOSPITALITY” の4つの ”H”」に由来する。
「4つの ”H” に思いを込めて、『共感・情感・体感』の感動を皆さまにお届けするために開設された新劇場です」とプレスリリースに記されている。
定員は747名。1階は最大589席（581席+車椅子席6席または補助席）、2階は158席。
2024年6月のこけら落としは舞台『文豪とアルケミスト 旗手達ノ協奏（デュエット）』。

## 運営会社
株式会社シアターH
2023年4月の当劇場開業にあわせ、マーベラス創業者の中山晴喜を会長、藤森健也を代表取締役社長とし、「株式会社シアターH」が設立された。事業内容は劇場、ホール等の施設管理及び運営など。

## 所在地・アクセス
- 東京都品川区勝島1-6-29
  - 最寄駅は東京モノレール羽田空港線「大井競馬場前駅」徒歩3分、京浜急行線「立会川駅」 徒歩10分[3]。